# 王楚堂
王楚堂，仁和人，清朝政治人物。进士出身。

## 生平
王楚堂曾于嘉庆二十五年(1820年)接替周宗泰任邵武府知府一职，道光二年(1822年)由刘炳接任。